# WIKI бібліотека
WIKI бібліотека — бібліотека-філія №25 Централізованої бібліотечної системи для дорослих міста Львова, розташована за адресою проспект Червоної калини 58. Перша в Україні бібліотека, що містить слово wiki у назві. Бібліотека обслуговує дорослих та дітей, є місцем проведення навчальних і розвивальних подій, а також зустрічей, присвячених розвитку навичок редагування Вікіпедії. Між ЦБС Львова і ГО «Вікімедіа Україна» підписано меморандум про співпрацю. Бібліотека відкрилася 14 червня 2019 року і розташована поряд з Lviv Open Lab. Працівники та активні читачі бібліотеки провели сесію стратегічного планування на 2020—2025 роки, щоб разом творити і наповнювати простір бібліотеки на користь читачів для повнішої реалізації їхніх потреб. Слоганом бібліотеки є «редагуй своє життя».